# Vua hài kịch
Vua hài kịch (tiếng Trung: 喜劇之王, Hán Việt: Hỉ kịch chi vương, tựa tiếng Anh: King of Comedy) là một bộ phim điện ảnh Hồng Kông do Châu Tinh Trì và Lý Lực Trì làm đạo diễn và được công chiếu lần đầu vào năm 1999. Đây là một bộ phim tình cảm hài với dàn diễn viên chính gồm Châu Tinh Trì, Mạc Văn Úy, Trương Bá Chi và Ngô Mạnh Đạt. Nhờ thành công của bộ phim này, Trương Bá Chi đã trở thành một ngôi sao mới của điện ảnh Hồng Kông.

## Nội dung
Doãn Thiên Cừu (Châu Tinh Trì thủ vai) là một diễn viên ham mê điện ảnh nhưng có sự nghiệp trắc trở, anh phải sống bằng nghề trông coi một nhà văn hóa và xin vào đóng những vai quần chúng trong các bộ phim của ngôi sao Đỗ Quyên Nhi (Mạc Văn Úy thủ vai). Trong một lần được nhờ dạy diễn xuất cho nhóm vũ nữ, anh làm quen với Liễu Phiêu Phiêu (Trương Bá Chi thủ vai), một vũ nữ trẻ tuổi có tính cách mạnh mẽ. Hai người nhanh chóng phải lòng nhau và Doãn đề nghị Phiêu Phiêu bỏ nghề vũ nữ để anh nuôi cô.
Mặc dù gây ra nhiều rắc rối ở trường quay, Doãn đã được Quyên Nhi chú ý vì sự ham mê điện ảnh của anh, cô quyết định mời Doãn đóng vai nam chính trong bộ phim mới của cô. Tuy nhiên sau đó Doãn đã bị tước vai này để giao lại cho một ngôi sao điện ảnh khác. Anh được chú Trường Vũ (Ngô Mạnh Đạt thủ vai) mời giúp cảnh sát giả mạo một người giao thức ăn để lén gắn máy nghe trộm vào hang ổ của bọn tội phạm. Kế hoạch bị bại lộ khi bọn tội phạm phát hiện máy nghe trộm nằm trong hộp cơm, tình huống quá nguy hiểm nên Doãn nhặt khẩu súng lên bắn chết hết bọn tội phạm.
Doãn cuối cùng cũng trở nên nổi tiếng khi biểu diễn vở kịch Lôi Vũ. Những diễn viên tham gia trong vở kịch còn có Phiêu Phiêu, Quyên Nhi và các học viên thiếu niên của Doãn. Doãn giờ đây đã có cuộc sống hạnh phúc bên người yêu và những người bạn.

## Diễn viên
- Châu Tinh Trì trong vai Doãn Thiên Cừu
- Trương Bá Chi trong vai Liễu Phiêu Phiêu
- Mạc Văn Úy trong vai Đỗ Quyên Nhi
- Ngô Mạnh Đạt trong vai chú Trường Vũ
- Lý Triệu Cơ trong vai Đại ca Cơ
- Lâm Tử Thiện trong vai Hồng Da
- Lý Tư Tiệp trong vai đạo diễn phim
- Thành Long trong vai diễn viên đóng thế (vai diễn khách mời)